# Arthromachus binghami
Arthromachus binghami är en mångfotingart som beskrevs av Hoffman 1987. Arthromachus binghami ingår i släktet Arthromachus och familjen Chelodesmidae. Inga underarter finns listade i Catalogue of Life.